# Mallancoca
Mallancoca es una localidad peruana ubicada en el distrito de Jililí, perteneciente a la provincia de Ayabaca del departamento de Piura, al norte del Perú. 

## Ubicación
Mallancoca se ubica al norte de la provincia de Ayabaca, en el distrito de Jililí, en el departamento de Piura.

## Demografía
En 2017 Mallancoca tenía una población de 6 habitantes.
| Gráfica de evolución demográfica de Mallancoca entre 1993 y 2017 |
|                                                                  |
| Fuentes: Población 1993 y 2017                                   |